# Giovanni Galli
Giovanni Galli (født 29. april 1958 i Pisa, Italien) er en italiensk tidligere fodboldspiller (målmand), der blev verdensmester med Italiens landshold ved VM 1982.

## Karriere
Galli spillede hele sin karriere i hjemlandet, hvor han blandt var tilknyttet Fiorentina, Milan og Napoli. Han vandt det italienske mesterskab med Milan én gang, i 1988, og var desuden med til at vinde en række internationale titler, heriblandt Mesterholdenes Europa Cup i både 1989 og 1990.
For det italienske landshold nåde Galli at spille 19 kampe. Han blev verdensmester med holdet ved VM 1982 i Spanien, men var dog ikke på banen i turneringen, hvor han var reserve for førstevalget Dino Zoff. Han deltog også ved VM 1976 i Mexico og ved EM 1980 på hjemmebane.

## Titler
Serie A
- 1988 med AC Milan

Mesterholdenes Europa Cup
- 1989 og 1990 med AC Milan

UEFA Super Cup
- 1989 med AC Milan

Intercontinental Cup
- 1989 med AC Milan

Supercoppa Italiana
- 1988 med AC Milan
- 1990 med Napoli

UEFA Cup
- 1995 med AC Milan

VM
- 1982 med Italien